# Кашкайцы
Кашка́йцы (самоназвание — qaşqaylar, ед. ч. — qaşqay, азерб. qaşqaylar, перс.  قشقایی‎) — тюркский народ группа племён, кочующая в области Фарс, Хузестане и южном Исфахане в Иране. Согласно «Иранике», племенной союз кашкайцев представляет собой конгломерат кланов различного этнического происхождения, большинство которых тюркского, но также включает луров, курдов и арабов. Имеет общие корни с шахсевенами, которые являются субэтносом азербайджанцев. Согласно одним источникам, кашкайцы говорят на кашкайском языке, близком к азербайджанскому, согласно другим — кашкайский язык является диалектом азербайджанского языка.

## Происхождение и название
На протяжении XIX и первой половины XX веков различными европейскими и русскими авторами был высказан целый ряд предположений по поводу происхождения кашкайцев и, соответственно, происхождения их названия. Зачастую брались версии, имеющие популярность у тех или иных кашкайских племен или даже высказанные различными кашкайскими вождями в XIX—XX веках. М. С. Иванов приводит этот факт как доказательство неоднородности кашкайских племен, в состав которых в разное время вливались различные преимущественно тюркские элементы. Советский армянский историк Б. П. Балаян же в 1960-х годах подверг всех этих авторов критике.
Например, согласно одной из версий, которую поддержали В. В. Бартольд, Дж. Деморньи и некоторые иранские историки XIX века, кашкайцы отделились от халаджей, одного из огузских племён, которое начало обосновываться в Иране начиная с XI века, в районе Кум—Саве—Султанабад Персидского Ирака, получившем название Халаджистан, а оттуда переселилось в Фарс. В доказательство приводился факт наличия в составе кашкайцев племени халаджей. Балаян же указал на несостоятельность теории халаджского происхождения, считая, что наличие среди нескольких десятков кашкайских племён небольшого племени Халдж не даёт повод связывать происхождение всех кашкайцев с халаджами.
Сам Балаян связал кашкайцев с обитавшими от Ардебиля до Мугани шахсевенами которым, согласно нарративным источникам, Шах Аббас даровал тот же самый район Кум-Саве-Султанабад Персидского Ирака, где проживали халаджи. В дальнейшем часть шахсевенов из этого района была переброшена на юг Ирана, в Фарс, что было сделано не в последнюю очередь из-за Ормузского конфликта между Сефевидским государством и Португалией. Наличие небольшого племени Халдж в составе кашкайцев Балаян объясняет незначительным количеством халаджей, которые двинулись из Кум—Саве—Султанабада на юг вместе с шахсевенами. Само наименование кашкайцев Балаян объясняет хребтом Кашка-даг в Иранском Азербайджане, вдоль которого кочевали шахсевены. В данном случае, «кашка-и» следует понимать как «кашкайский» или «кашкаец». В доказательство своей теории Балаян приводит названия кашкайских племен, которые идентичны названиям оставшихся в Азербайджане шахсевенских племён или топонимам Азербайджана. Примерами является кашкайское племя Муганлы, подразумевающее происхождение из Мугани; центр расселения кашкайцев Семирун по аналогии с городом Семирун в Мугани, в 20 км от Ардебиля; город Маку в Фарсе по аналогии с городом Маку в Иранском Азербайджане; кашкайское племя Карабах и гора Кух-е Карабах в Фарсе, которую, как сообщили делегации советских востоковедов в Фарс в 1945—1946 местные кашкайцы, они назвали в честь своей прародины. Пьер Оберлинг полагал, что название кашкайцев связано с горой Кашка-даг к югу от Ахара в Азербайджане, где находились летние пастбища тюркских племен. Оберлинг также указывал, что в окрестностях Хоя есть селение Кашка Булаг. Судя по сказанному в середине XX века братом тогдашнего кашкайского ильхана исследовательнице племенной жизни Ирана баронессе Улленс де Шоотен, практически идентичная точка зрения была общепринята и среди самих кашкайцев. Согласно ей, появление кашкайцев связано со вторжением Чингисхана в XIII века, после которого они несколько веков жили в окрестностях Ардебиля, будучи также в составе туркоманской конфедерации Ак-Коюнлу. Затем, в XVI веке, кашкайцы были переселены в Фарс Исмаилом I Сефеви для отражения нападений португальцев. Кашкайский историк и борец за права кочевого населения Мухаммед Бахманбеги также придерживался мнения о том, что основная часть кашкайцев значительное время жила в Закавказье, районе Баку, подтверждение чего он видел в антропологических характеристиках кашкайцах и идентичности их языка азербайджанскому. Общие корни кашкайцев и шахсевенов подтверждает и британский историк Ричард Таппер в своей статье про шахсевенов в Сефевидском государстве. В другой статье, посвященной шахсевенам, Таппер указывает, что советский востоковед Л. И. Мирошников в западном издании также соглашался с теорией Балаяна о происхождении кашкайцев из Азербайджана. Советский востоковед Н. А. Кузнецова указывает, что кашкайцы считаются частью шахсевенов. Американский тюрколог и историк Питер Голден, как и Балаян, считает, что наименования кашкайских кланов доказывают происхождение кашкайцев из Иранского Азербайджана. Он отмечает, что происхождение кашкайцев восходит к тем же огузских тюркским элементам, которые составили основу азербайджанского народа. Вожди племенной конфедерации кашкайцев в XX веке утверждали, что они — прямые потомки Узун Хасана и также имеют родственную связь с шахом Исмаилом I.
Кроме того, была теория, записанная британским консулом Эбботом в середине XIX века со слов одного из кашкайских ильбеги, согласно которой, кашкайцы были переселены Хулагу-ханом из Кашгара, области на границе Центральной Азии и Китая. Её придерживались лорд Керзон и А. А. Ромаскевич. С кашгарцами связывали кашкайцев также Арминий Вамбери и В. Берар. Однако В. П. Балаян считает эту теорию несостоятельной, основанной на случайном сходстве слов «гашгар» и «гашгаи» и далекой от истины ввиду глубоких различий, существующих в языке, культуре, быту кашкайцев и тюркоязычного населения Кашгарии. Мухаммед Бахманбеги так же критиковал эту версию, называя её наивной и поверхностной и не имеющей отношения к научному анализу. Г. Керзон считал кашкайцев отуреченными лурами, ввиду их большого сходства в нравах и обычаях.
Американский историк Пьер Оберлинг в статье Энциклопедии Ираника, посвященной кашкайцам, касаясь их происхождения, как и Балаян, указывает Иранский Азербайджан как прародину кашкайцев. Как и Балаян, он аргументирует это отсылающими к этому региону большому количеству племенных наименований, таких как Муганлу, Ак-Коюнлу, Кара-Коюнлу, Бейгдели и Муселлу. Кроме того, Оберлинг заметил, что кашкайцы часто называют Ардебиль в Иранском Азербайджане своим домом. Что касается происхождения наименования кашкайцев, Оберлинг, в отличие от Балаяна и своего раннего мнения, поддержал теорию о происхождении этнонима от тюркского слова «кашка», обозначающего коня с белым пятном на лбу. Эту теорию в свое время выдвинул В. В. Бартольд, поддержали Гаррот и А. А. Ромаскевич. Балаян же считал эту теорию происхождения этнонима маловероятной и абстрактной, основанной на случайном сходстве слов и не связанной с историей кашкайцев. Балаян указывает, что в истории Ирана и Азербайджана было немало прецедентов, когда племена или конфедерации племен именовались названиями животных или цветами их окраски, например, Ак-Коюнлу (белобаранные) и Кара-Коюнлу (чернобаранные). Однако, среди наименований нескольких десятков кашкайских племен нет названия ни одного животного, а сами кашкайцы не знают ни одного предания, связанного с конем или с другим животным с белым пятном или знаком. Балаян, указывая на абстрактность и необоснованность этой теории, писал, что в азербайджанском и персидском языках есть масса других слов, которые похожи на этноним кашкайцев, которые можно случайным образом связать с этнонимом. Оберлинг также цитирует предложенную Хасаном Фасаи идею о происхождении названия племени от тюркского слова qaçmaq (бежать).
Несмотря на то, что большая часть кашкайских племен тюркского происхождения, в различные периоды в состав кашкайцев вливались нетюркские элементы, такие как луры, бахтияры, арабы и т. д. Многие курдские и лурские племена, сопровождавшие Керим-хана Зенда в Фарс, также влились в состав кашкайцев. Все они были ассимилированы и стали неотличимы от кашкайцев в плане языка, одежды и обычаев.
В современном юго-западном Иране этнонимы «кашкаец» и «тюрок» часто используются синонимично.

## История

### До XIX века
Ранняя история кашкайцев практически неизвестна. Американский специалист по племенам Ирана Ричард Таппер считает, что образование кашкайцев, в целом, произошло в XVII веке, однако также он указывает, что до XVIII века исторические данные по кашкайцам отсутствуют. Сами кашкайцы часто считают своей родиной Ардебиль и, что они были переселены в Южный Иран Исмаилом I Сефеви для отражения португальской угрозы, Пьер Оберлинг же находит упоминания их проживания в северо-западном Фарсе ещё в XV веке.
В начале XVIII века, когда их возглавлял Джан Мухаммед-ага, родоначальник династии кашкайских ильханов, также известный как Джани-ага, кашкайцы стали играть важную роль в истории Фарса. Другой кашкайский вождь Хамид-бек Кашкаи был видной личности во время правления последнего сефевидского шаха Султан Хусейна.
Двое сыновей Джани-аги Исмаил-хан и Хасан-хан участвовали в Индийском походе Надир-шаха, но впоследствии попали в немилость, в результате чего Хасан-хан был изувечен до смерти, а Исмаил-хан ослеплен. Надир-шах переселил кашкайцев в Хорасан, и вернулись они в Фарс лишь после его смерти, при правлении Керим-хана Зенда. Позже Исмаил-хан стал доверенным лицом Керим-хана Зенда. После смерти последнего, Исмаил-хан оказался вовлеченным в борьбу за власть между наследниками Зенда. Однако, поддерживаемый им Заки-хан Зенд был убит, а Исмаил-хан был казнен его противником Али Мурад-ханом. После Исмаил-хана кашкайские племена возглавил его единственный сын Джан Мухаммед-хан (Джани-хан). Он также оказался вовлечен в зендскую межусобицу, поддержав Джафар-хана, чей отец, по всей видимости, был убит Али Мурадом. После убийства Джафар-хана Джани-хан поддержал его сына Лотф Али-хана.
В 1788 г. каджарский правитель Ага Мухаммед-хан, будущий шах Ирана, провёл кампанию против кашкайцев, но кашкайцы успели вовремя отойти в горы, где они были вне досягаемости Каджара. В 1794 году, когда Ага Мухаммед-хан разгромил Лотф Али-хана, Джани-хан со своей семьёй бежал в Загросские горы, где укрывался вплоть до смерти Каджара в 1797 году. Ага Мухаммед Каджар же в качестве мести переселил некоторые кашкайские племена на север Ирана.
После завоевания Фарса Ага Мухаммед Каджар назначил наместником области своего племянника и наследника Баба-хана, будущего Фатх Али-шаха. Сын и наследник Баба-хана Аббас-мирза во время правления своего отца в Фарсе дружил с младшими сыновьями Джани-хана, что сохранило им жизнь и позволило в будущем продвинуться. После вступления на престол Фатх Али-шах разрешил Джани-хану вернуться в Фарс, где консолидация вокруг кашкайцев многих мелких племен (лаки, куруни, шейх Аливанд и т.д.) привела к значительному влиянию кашкайских ханов.

### XIX век
В 1823/1824 году Джани-хан скончался, и кашкайские племена возглавил его старший сын Мухаммед Али-хан, получивший титул ильхани. Младшие братья Мухаммед Али-хана, Муртузакули-хан, Мустафакули-хан и Мухаммедкули-хан, получили титулы ильбеги. В 1824/1825 Мухаммед Али-хан женился на дочери правителя Фарса Хусейн Али-мирзы Фарман-Фармы, сына Фатх Али-шаха, что сделало Мухаммед Али-хана одним из самых влиятельных людей на юге Ирана. Как указывает Н. А. Кузнецова, даже ходили слухи, что Фарман-Фарма является пленником ильхана. В 1831/1832 году Мухаммедкули-хан хотел жениться на представительнице могущественного рода Гавами, внучке казнённого первого министра и калантара Фарса Хаджи-Ибрагима. Также предполагалось, что будущий сын Мухаммедкули-хана женится на дочери Мухаммед Али-хана.
Браку помешал везир Фарса, убедив Фарман-Фарму, что объединение двух крупнейших домов Фарса будет использовано наследным принцем Аббас-мирзой против него. Принц приказал арестовать ильхана. В ответ кашкайцы по приказу Муртузакули-хана отправились в Керман, где были тепло приняты наместником Наваб Сейф-оль-Мольк-мирзой, сыном Аббас-мирзы. Наместник выделил им пастбища, рассчитанные на 100 тысяч человек. Тем временем, выпущенный на свободу Мухаммед Али-хан запросил помощи у Аббас-мирзы, и тот заступился за кашкайцев перед шахом.
В 1832/1833 году Фарман-Фарма отправился в поход на Керман с целью вернуть кашкайцев в Фарс. После этого сопровождавшим Фарман-Фарму шейх-уль-исламу Фарса шейху Мухаммед Амину и калантару Фарса удалось договориться о возвращении кашкайцев в Фарс. Однако после смерти Аббас-мирзы в октябре 1833 года, Фарман-Фарма сместил Мухаммед Али-хана, занял его резиденцию Баг-е-Арам и ослепил его наследников. Правителем кашкайцев стал Мухаммедкули-хан, младший брат Мухаммед Али-хана. Согласно автору статьи про кашкайцев в Эницклопедии Иранике Пьеру Оберлингу, в 1836 году Мухаммед Али-хан был вызван в 1836 году в Тегеран и оставался при дворе Мухаммед-шаха Каджара вплоть до 1849 года, после чего вернулся в Шираз.
После кончины Мухаммед Али-хана в 1852 году ильханом стал Мухаммедкули-хан. Власть нового ильхана была сильно ограничена образовавшимся при новом шахе Насреддине Каджаре сильной и стабильной централизованной властью, положившей конец племенным волнениям. Мухаммедкули-хана держали в Ширазе как заложника с целью усмирения кашкайских племен. Кроме того, в 1861/1862 году Насреддин-шах для усиления своей власти на юге Ирана и ослабления кашкайцев создал новую племенную конфедерацию Хамсе, которую возглавил могущественный и богатый род Гавами.
После смерти Мухаммедкули-хана в 1867/1868 году ильханом стал его сын Султан Мухаммед-хан. Под слабым правителем, страдавшим алкоголизмом, кашкайцы столкнулись с ужасным голодом в начале 1870-х. Султан Мухаммед-хан отстранился от дел в 1871/1872, при этом сохранив за собой титул ильхани. Конфедерация кашкайцев оказалась на грани распада, её покинули тысячи семей.

### Кашкайцы во время Конституционной революции и Первой мировой войны
Лишь в начале XX века, при ильхане Исмаил-хане Кашкае, внуке Мустафакули-хана, сына Джани-хана, кашкайцы вернули былое величие. В это время бушевавшая в Иране Конституционная революция (1905—1911) сильно ослабила центральную власть. Воспользовавшись случаем, Исмаил-хан захватил принадлежащие племенам внутренние районы Фарса, в то время как его заклятый враг Гавам аль-Мульк, руководитель Дома Гавами, укрепился в Ширазе. На фоне Конституционной революции, Исмаил-хан поддержал конституционалистов, в то время как Гавами поддержали роялистов. Однако, когда бахтияры установили контроль над Тегераном и Гавами поддержали их, Исмаил-хан заключил с реакционным вали Шейх Казалом союз, получивший название «Лига Юга».
Британцы, имевшие концессию на добычу нефти в Хузестане, увидели в Лиге Юга угрозу. Кроме того, британские торговцы сочли кашкайцев виновными в своих финансовых потерях, так как основные торговые пути проходили через земли кашкайцев. Принявшие по этим причинам сторону Гавами британцы вынудили Исмаил-хана, кашкайские воины которого вместе с солдатами прокашкайского наместника Фарса несколько раз штурмовали позиции Гавами в Ширазе, прекратить военные действия.
Мир продолжился недолго, и Фарс вновь погрузился в пучину конфликта на фоне начала Первой мировой войны. Немецкое командование после объявления Османской империей джихада надеялось на всеобщее восстание мусульман от Северной Африки до Британской Индии и присоединение нейтральных Ирана и Афганистана к Центральным державам. Хоть и их планы не оправдались, немцы все же послали две небольшие группы агентов в Иран и Афганистан. Иранскую группу возглавил дипломат Вильгельм Вассмусс, который, будучи германским консулом в Бушире, сдружился с племенными вождями. Вассмусс прибыл в Фарс весной 1915 года в качестве германского консула в Ширазе, но был задержан британцами, которые захватили его снаряжение и секретные коды. Тем не менее, уже в ноябре 1915 года Вассмусс вместе с прогерманскими офицерами иранской жандармерии совершил переворот в Ширазе и арестовал консула и одиннадцать британских подданных. В феврале 1916 году Гавам аль-Мульк, пробританский генерал-губернатор Шираза, бежавший в оккупированный англичанами Бушир, выступил оттуда с собственной армией для захвата Шираза. Хоть и он погиб во время охоты, его сын, унаследовавший его титул, захватил Шираз. Было создано возглавляемое британскими офицерами новое соединение под названием «южноперсидские стрелки» с целью предотвращения прогерманских переворотов.
После поражения Вассмусс направил свои силы на создание новых племенных союзов. Среди поддержавших Вассмусса был Исмаил-хан Кашкай, недолюбливавший англичан за их поддержку Дома Гавами в 1911 году. Будучи убежден Вассмуссом в скорой победе Османской империи, вторгнувшейся в Западный Иран, Исмаил-хан решил выступить против британцев, но переоценил свои силы. В мае 1918 года кашкайцы атаковали часть южноперсидских стрелков у Кана-Зенъяне, на дороге Бушир—Шираз. Подоспевшее британское подкрепление, несмотря на численное превосходство кашкайцев, разбило их. Вассмусс бежал в Кум, где и был пойман в 1919 году. Мухаммед Голи Мажд в своей книге про негативную роль Реза-шаха Пехлеви и его патронаж британцами пишет, что кашкайцы, наряду с джангали и курдами санджаби были теми, кто оказали сопротивление британцам в ходе их вторжения в Иран в 1918 году. Он противопоставляет «почётное и непреклонное» сопротивление армии шаха Пехлеви в 1941 году, когда она дезертировала под натиском англичан.

### Противостояние кашкайских племен и режима Пехлеви
В 1925 году многолетний политический кризис в Иране окончился становлением бывшего казачьего офицера Реза-хана. Исмаил-хан Кашкай и его старший сын Насер-хан в 1926 году были созваны в Тегеран в качестве депутатов, однако вскоре осознали, что фактически являются пленниками шаха. Реза-шах пытался вынудить их сотрудничать с центральным правительством для разоружения кашкайских племен. Исмаил-хан и Насир-хан вскоре были лишены депутатской неприкосновенности и арестованы. В то же время к кашкайским племенам были назначены военные губернаторы, кашкайцы подпали под непопулярный закон о воинской повинности и новую налоговую систему, которой злоупотребляли коррумпированные чиновники.
Возмущение племен, усиленное жестокостью некоторые военных губернаторов, вылилось в полномасштабное восстание весной 1929 года, в котором кашкайцы сыграли ведущую роль. После нескольких месяцев противостояния, правительству шаха Пехлеви пришлось подписать с кочевниками мирный договор, по которому Исмаил-хан Кашкай и его старший сын Насир-хан вновь становились членами Меджлиса, военные губернаторы при племенах были отозваны, была объявлена всеобщая амнистия. Однако Реза-шах Пехлеви, являвшийся ярым противником кочевого образа жизни в Иране, через некоторое время решил положить конец кашкайской конфедерации. В 1932 кашкайцы вновь подняли восстание, но результатов оно не дало. В следующем году Исмаил-хан Кашкай был казнён в одной из шахской тюрем, а кочевые пути кашкайцев были перекрыты современной механизированной армией Реза-шаха. Такой политикой Реза-шах пытался увеличить количество земледельцев, но в итоге получил лишь большое количество голодающих кочевников.
Подобная недальновидная политика могла привести к полному уничтожению кашкайцев, однако в сентябре 1941 года Реза-шах отрекся от престола под давлением союзников и Насир-хан и его брат Хосров-хан вернулись из Тегерана в Фарс, восстановив Кашкайскую конфедерацию. Насир-хан провозгласил себя ильхани и возобновил контроль над племенными владениями.
Как и отец, Насир-хан отличался антибританскими взглядами и поддержал Германию во Второй мировой войне, уверенный, что после захвата Кавказа немцы выбьют британцев из Ирана. Узнав о нахождении в Тегеране агента немецкого Абвера Бартольда Шульце-Холтуса, Насир-хан убедил его прибыть в Фарс весной 1942 года. По прибытии в Фарс, Бартольд Шульце-Холтус направился на главную стоянку кашкайцев в Фирузабаде и стал военным советником Насир-хана. Позже, в Фарс прибыло несколько других немецких агентов. Однако из обещанного немцами оружия кашкайцы практически ничего не получили.
Британцы отказались от прямого военного вмешательства и вынудили правительство Ирана направить силы для восстановления центральной власти в Фарсе. Весной 1943 года в Фарс была отправлена регулярная армия, однако она потерпела от кашкайцев и союзных им племен несколько тяжелых поражений. Так, например, в Самируме был вырезан целый гарнизон, погибло 200 персидских солдат и три полковника. В конце концов, центральному правительству пришлось подписать с кашкайцами мирное соглашение, по которому Кашкайская конфедерация сохраняет за собой автономию и всё оружие взамен на расквартирование в Фирузабаде и ряде населённых пунктов персидских гарнизонов. После перемирия братья Насир-хана Малик Мансур-хан и Мухаммед Хусейн-хан вернулись из Германии, где они находились в изгнании, однако по прибытии были арестованы британцами и обменены весной 1944 года на немецких агентов.
В 1946 году произошло ещё одно кашкайское восстание, на этот раз — антисоветское и инициированное премьер-министром Ахмедом Кавамом, который надеялся, что это восстание ослабит влияние коммунистов и СССР. Антибольшевистски настроенный Насир-хан, надеявшийся в дальнейшем возглавить антикоммунистическую коалицию, а также желавший улучшить уровень жизни в Фарсе, согласился. В результате, в сентябре 1946 года он созвал конференцию в Рахдаре и провозгласил национальное движение «Саадун». На конференции среди прочих были озвучены требования отставки всего правительства, кроме Кавама, выделение двух третей налогов из Фарса в местную казну, незамедлительное формирование провинциальных советов и большего количества делегатов из Фарса в Меджлис. Когда эти требования были отвергнуты, восстали племена от Хузестана до Кермана, кашкайцы захватили Казерун и Абаду. План Кавама удался и ему удалось созвать новый состав кабинета министров, в котором не было коммунистов из Трудовой партии. Он принял большую часть требований «Саадуна», более того, брат Насир-хана Хосров-хан был избран от партии Кавама в Маджлис, который отверг советскую нефтяную концессию в Северном Иране.
В 1945—1953 годах Кашкайская конфередация процветала как никогда под властью т. н. «Четырёх братьев», сыновей Исмаил-хана Кашкая — Насир-хан и Малик Мансур-хан являлись племенными вождями в Фарсе, в то время как Мухаммед Хусейн-хан и Хосров-хан представляли интересы кашкайцев в Тегеране.
В 1953 году «Четыре брата» поддержали Мосаддыка в попытке свергнуть шаха Пехлеви. Хосров-хан (также фигурирующий в русскоязычной литературе как Кашкаи Хосров) жёстко критиковал шаха в своих выступлениях в Меджлисе. Однако Мосаддык вскоре был свергнут в результате организованного американскими и британскими спецслужбами переворота, а сам Мосаддык был арестован. Кашкайцы угрожали захватом Шираза, требуя освобождения Мосаддыка, но добиться его освобождения они не смогли. В 1954 году «Четыре брата» были изгнаны из страны, а их имущество конфисковано.
25 лет после изгнания «Четырех братьев» режим Пехлеви не прекращал попытки заставить кочевников принять оседлый образ жизни. Ввиду недостатка пастбищ, государственных ограничений, деградировавших племенных институтов и капиталистической экспансии, большинству кашкайцев стало чрезвычайно сложно вести кочевой образ жизни. Тысячи кашкайцев перселились в такие города как Шираз, Бушир, Ахваз, Абадан, находя работу на заводах или в нефтяном секторе. С отказом от традиционного образа жизни, кашкайцы начали терять и племенную сплочённость. В 1963 году правительство объявило, что племён больше нет, а всех оставшихся ханов лишило титулов и привилегий. Мохаммед Реза-шах был так уверен в победе над кочевым образом жизни, что позволил Малик Мансур-хану и Мухаммед Хусейн-хану вернуться в Иран (с запретом на посещение Фарса). Однако многие кашкайцы приняли участие в Иранской революции, приведшей к свержению шахского режима в 1979 году.

### Кашкайцы в первые годы после Исламской революции
Поначалу отношения кашкайских ханов и нового правительства были довольно тёплые. Кашкаи Хосров вернулся из США на родину. Насир-хан провел встречу с аятоллой Хомейни, на которой последний поблагодарил лидеров кашкайцев в поддержании порядка в Фарсе. Хоть и Насир-хан не пытался восстановить племенную структуру кашкайцев, Хомейни, желавший создать теократическое централизованное государство, в конце концов начал относиться к кашкайским вождям враждебно. Против Хосров-хана были выдвинуты обвинения вплоть до пособничества ЦРУ. В июне 1980 года после попытки ареста Хосров-хан сбежал в центр кашкайцев Фирузабад, где совместно с Насир-ханом и несколькими вождями возглавил отряд в 600 кашкайцев, разбивший лагерь в горах и два года сопротивлявшийся режиму Хомейни. После двух лет неудачных атак, Корпус страж исламской революции в апреле 1982 года провёл внезапную ночную атаку с использованием вертолётов, вынудив кашкайских партизан отступить дальше в горы, оставив все припасы и лекарства. Насир-хан, подавленный тем, что вскоре после атаки его сын, единственный врач среди партизан, умер от инфаркта (до этого, в 1980 году умерла жена Насир-хана), решил прекратить борьбу и в мае 1982 года бежал из Ирана.
В июле 1982 года Хосров-хан подписал мирный договор с правительством, положив конец партизанскому движению, но уже в октябре был казнён стражами революции. Другой из «Четырёх братьев», Малик Мансур-хан и ряд других тоже были арестованы.
В январе 1984 года умирает Насир-хан, последний ильхан. Этим заканчивается история кашкайцев как конфедерации племён.

## Язык
Касательно кашкайского языка, единой классификации среди ученых нет. В целом, согласно различным версиям, кашкайский язык является диалектом азербайджанского языка или языком в той или иной мере близком ему. О. Л. Вильчевский и А. И. Першиц, М. С. Иванов, БРЭ сообщают, что кашкайцы говорят на языке, близком к азербайджанскому. В. П. Балаян, Гейгер, Хеласи-кун, Куйперс и Карл Менгес, Н. А. Баскаков, БСЭ, НРМ, Энциклопедия Народов Африки и Ближнего Востока, Тадеуш Ковальский, Ахмед Джафароглу, А. Бодроджлиджети, Энциклопедия языка и лингвистики считают кашкайский язык диалектом азербайджанского. Питер Голден также поддерживает эту точку зрения, также отмечая, что она доминирует в научной среде. Как указывает Оливер Гаррод, шведский тюрколог Ярринг пришёл к выводу, что язык кашкайцев почти полностью совпадает с азербайджанским. Кашкайский историк Бахманбеги, придерживавшийся версии о происхождении кашкайцев из Закавказья, района Баку, также подтверждал то, что различия между азербайджанским и кашкайским языками незначительны. Аннмари фон Габен также придерживалась мнения, что наречия кашкайцев и айналлу очень близки к азербайджанскому языку. Согласно венгерскому лингвисту Лайошу Лигети, кашкайский, как и афшарский Афганистана и айналлу, являются периферийными диалектами азербайджанского языка. Немецкий тюрколог Герхард Дерфер, автор статьи про азербайджанский язык в Энциклопедии Ираника, считал, что кашкайский диалект настолько близок к азербайджанскому языку, что можно считать его диалектом последнего. Автор другой статьи в Энциклопедии Ираника, посвященной кашкайскому языку, Микаэль Кнюппель, напротив, выделяет кашкайский язык в отдельную южную группу огузских языков.
Свой язык кашкайцы называют тюрки́.

## Описание
До середины XX века это племенное объединение — сложное вождество — возглавлялось собственными правителями (ильхани), во главе отдельных племён (простых вождеств) стояли ханы. Общая численность — около 1,7 млн человек. Все кашкайцы владеют персидским как вторым языком. Большинство кашкайцев — мусульмане-шииты, также сохраняются домусульманские верования (поклонение огню). Согласно некоторым источникам являются частью азербайджанского этноса.
Племенное объединение кашкайских племён включает пять крупных племён (дарешури, шашбулюк, кашкули, фарсимадан, амале) и большое число мелких племён. Около половины кашкайцев — кочевники, остальные перешли на оседлость. Основное традиционное занятие кашкайцев — кочевое скотоводство, частично — земледелие (пшеница, ячмень, рис); развито ковроткачество.
У кашкайцев долгое время сохранялись квазифеодальные отношения при развитой родо-племенной организации.
В 1929 году кашкайцы подняли против персидского шаха Реза-шаха восстание, но оно было подавлено. После падения Реза-шаха под руководством ильхана Насер-хана Кашкаи кашкайцы изгнали со своей территории представителей правительства; мятежники захватили крепость Семиром с сильным гарнизоном и даже разбили действовавшие против них в 1943 году войска. Однако в дальнейшем англичанам удалось войти в соглашение с Насер-ханом и сделать его орудием своей политики в Иране.
Автомобильная корпорация Ниссан Моторс в 2006 году представила модель своего кроссовера Ниссан Кашкай, названного в честь этого народа.
Также существует одноимённый футбольный клуб, спортсмены которого являются кашкайцами.

### Правители кашкайских племен
- Джан Мухаммед-ага, он же Джани-ага, начало XVIII века
- Исмаил-хан, сын Джан Мухаммед-ага, середина XVIII века, до 1780 года.
- Джан Мухаммед-хан, он же Джани-хан, сын Исмаил-хана, 1780—1823/1824
- Мухаммед Али-хан, сын Джани-хана, 1823/1824—1852
- Мухаммедкули-хан, брат Мухаммед Али-хана, 1852—1867/1868
- Султан Мухаммед-хан, сын Мухаммедкули-хана, 1867/1868—после 1885 года[k 1]
- Дараб-хан, сын Мустафакули-хана[54], после 1885 года—1891[55] или 1894[56]
- Абдулла-хан Заргам уд-Доула, сын Дараб-хана, 1898—1906[57] (?)
- Исмаил-хан Шоулет аль-Доула, сын Дараб-хана 1904[1]/1906—1933
- Насир-хан, сын Шоулет аль-Доула, 1941—1953, 1979—1982

## Галерея

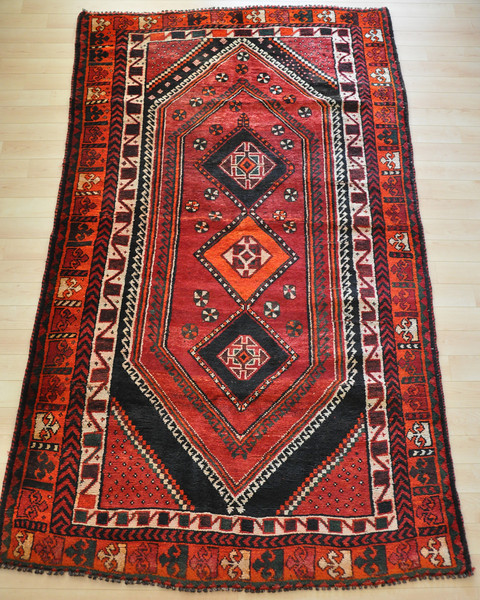
Ковры, сотканные кашкайцами
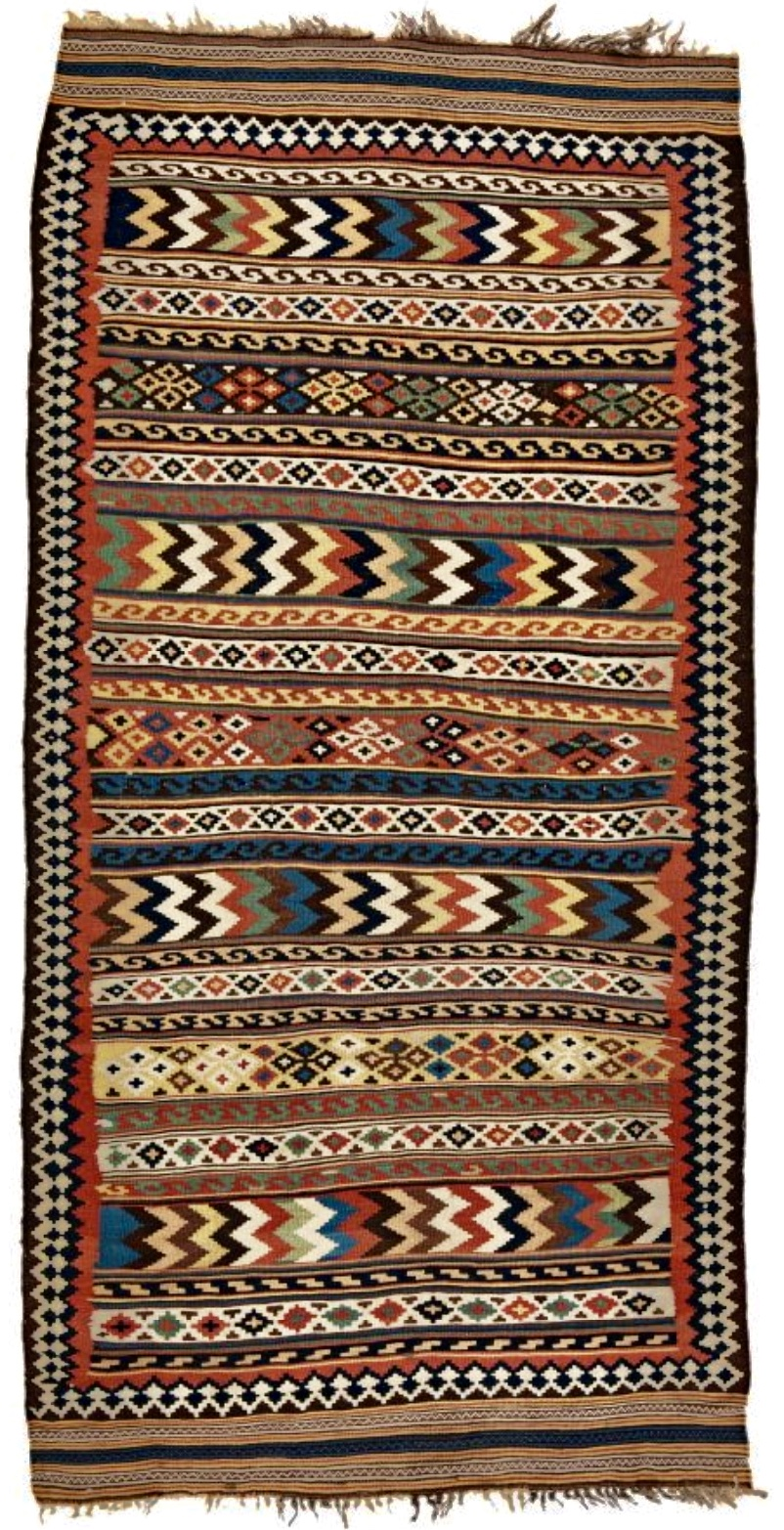
Килим Кашкайской конфедерации XIX века. Необычны разноцветные зигзагообразные поля в форме буквы «М». Эти килимы использовались в качестве перегородок для палаток или для прикрытия мешков для хранения в доме, поэтому ткач мог иметь горизонтальную точку обзора.
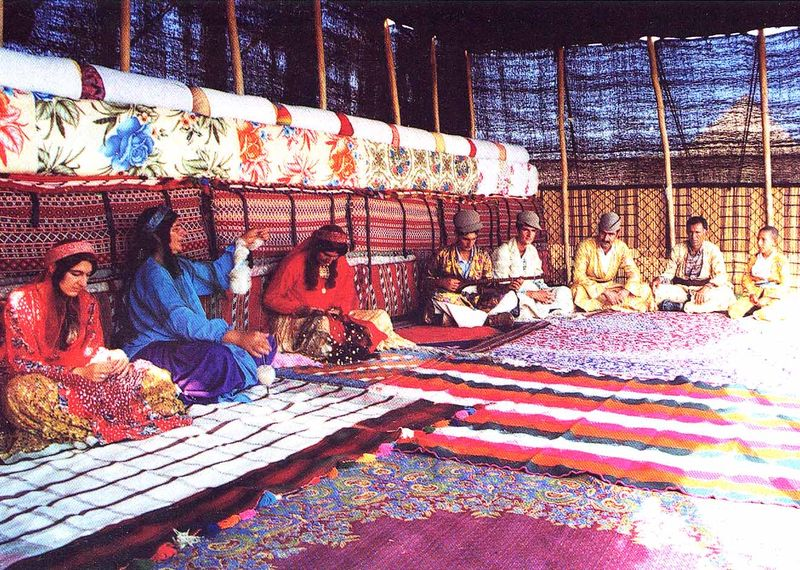
Интерьер кашкайского шатра
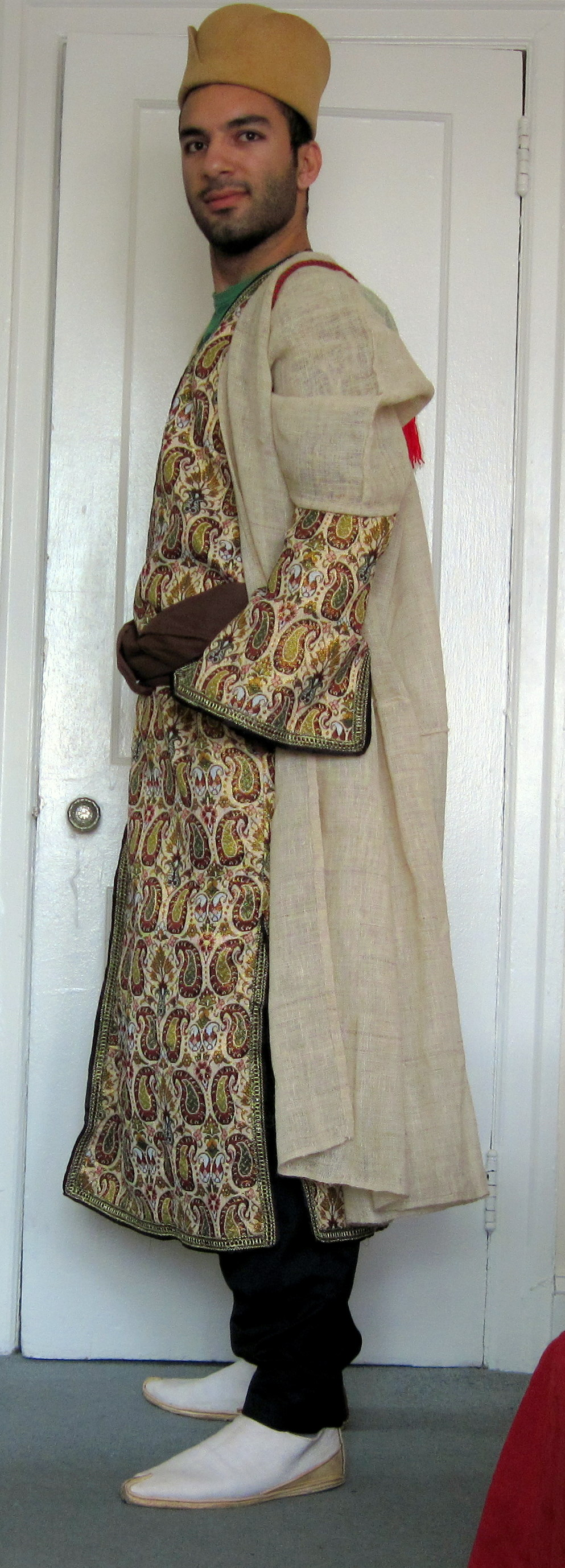
Кашкаец в национальном костюме с изображением буты
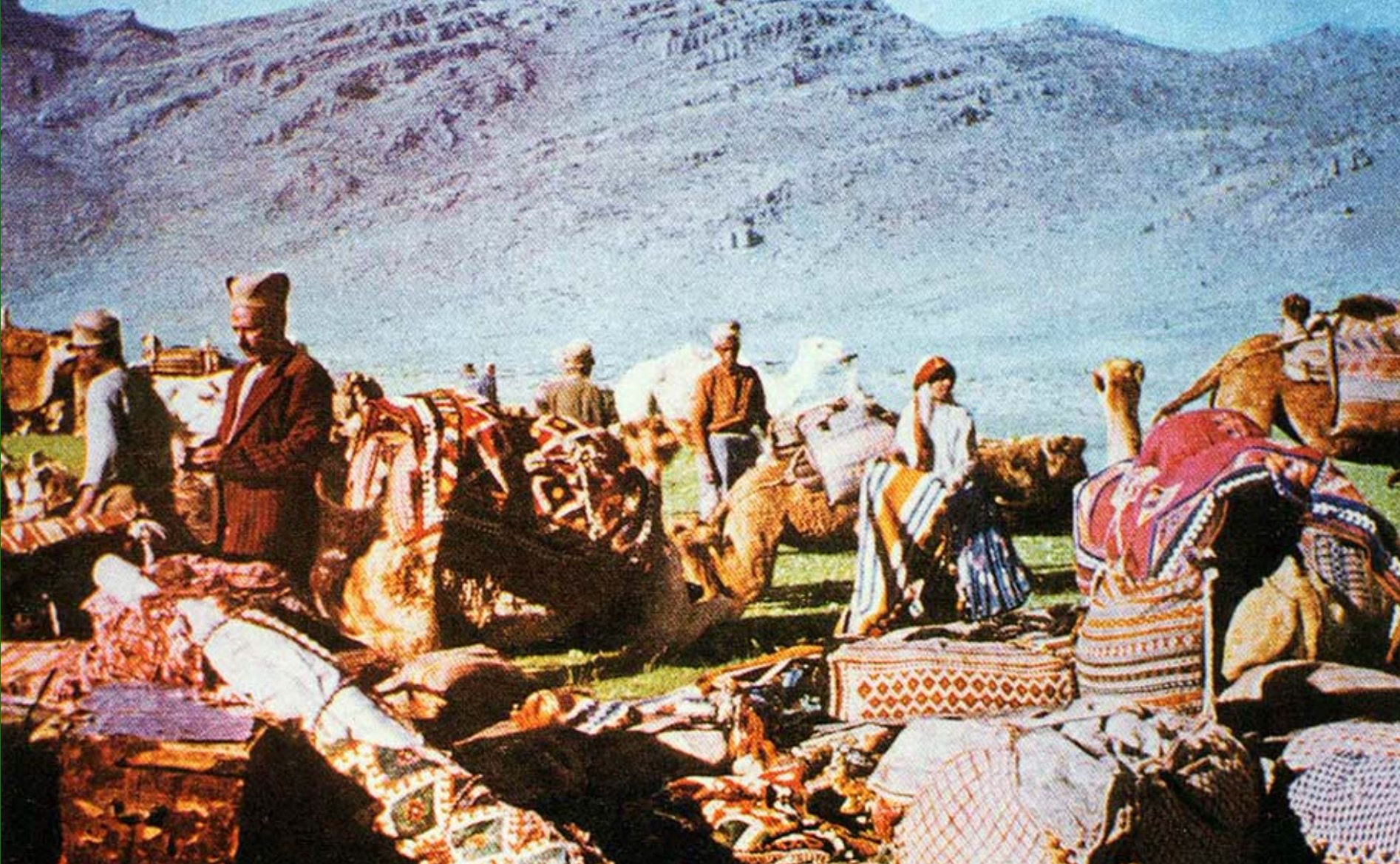
Кашкайский традиционный рынок
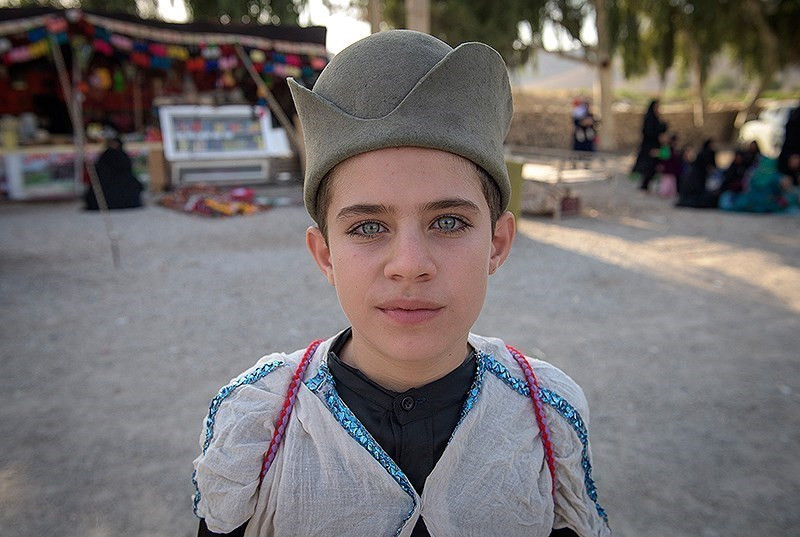
Кашкайский ребёнок в традиционном головном уборе и одежде

## Комментарии
1. ↑  Согласно источникам, в 1884—1885 г.г. оставался ильханом, в то время как Дараб-хан был ильбеги.[53]